# شاندلير فينر
شاندلير فينر (بالإنجليزية: Chandler Fenner)‏ هو لاعب كرة قدم أمريكية ولاعب كرة قدم كندية أمريكي، ولد في 6 يوليو 1990 في فرجينيا بيتش في الولايات المتحدة.

## وصلات خارجية
- شاندلير فينر على موقع مرجع كرة القدم المحترفة.كوم (الإنجليزية)